# Jeep-Viasa SV-430
El Jeep-Viasa SV-430 es una furgoneta comercializada desde 1963 hasta 1980 por la empresa zaragozana Viasa. Fue construido bajo licencia de Willys por Carde y Escoriaza. La empresa francesa Hotchkiss intentó venderla en su mercado local sin demasiado éxito. Se vendió bajo diferentes denominaciones comerciales: Furgón para la versión furgoneta cerrada, Toledo la versión de pasajeros, Dúplex la versión de cabina doble y Campeador la versión de caja abierta. También fue vendida en sus últimos años bajo las marcas Jeep-Ebro y Jeep-Avia. En total, sumando todas sus variantes, se construyeron unas 8 000 unidades. A pesar de que se vendió al público hasta 1980, se siguió fabricando hasta cinco años más tarde para poder cumplir con los encargos del ejército.
Cuenta con una chasis de largueros y travesaños, similar al del Jeep Comando, sobre el que se monta una carrocería de aspecto cuadrado y anguloso. Equipó en un principio un motor Barreiros de 63 cv y, tras la compra de VIASA por parte de Motor Ibérica, el motor Perkins 4.203, diésel, de 71 cv, así como un motor Hurricane F4-134 de la misma potencia o un Super Hurricane de 105 cv, que tuvo poca difusión. Los motores iban siempre asociados a una caja de cambios de 4 relaciones fabricada por UGO bajo licencia Warner.